# Gary White
Gary John White (Southampton, 25 luglio 1974) è un allenatore di calcio, dirigente sportivo ed ex calciatore inglese, di ruolo centrocampista, commissario tecnico della nazionale taiwanese.

## Carriera

### Giocatore
Ha giocato fino al 1990 nelle giovanili del Southampton. In seguito ha giocato con il Bognor Regis Town e poi in Australia con il Fremantle City.

### Allenatore
Ha allenato varie nazionali, principalmente asiatiche.